# La ciencia en el alma
La ciencia en el alma: textos escogidos de un racionalista apasionado es un libro del etólogo, biólogo evolutivo y divulgador científico británico Richard Dawkins, compuesto por una selección de 41 ensayos, conferencias y otros escritos compuestos a lo largo de su carrera.
El libro original en inglés, Science in the Soul: Selected Writings of a Passionate Rationalist, fue publicado en 2017 por Bantam Press, después de los dos volúmenes de su autobiografía. La traducción al español fue realizada por Pedro Pacheco González y publicada por Espasa en 2019.
La ciencia en el alma es la segunda colección de ensayos de Richard Dawkins, tras El capellán del diablo (2003).

## Descripción
El libro está editado por Gillian Somerscales, autor también de pequeñas introducciones en algunos de los ensayos. Está dedicado al periodista Christopher Hitchens (1949-2011), amigo del autor.
Se organiza en ocho capítulos y contiene más de cuarenta ensayos, artículos periodísticos, conferencias y cartas. Abarca diferentes temáticas como la importancia de ciencia, la biología evolutiva, el ateísmo, la lucha contra la xenofobia y las desigualdades, los sesgos y la «mala ciencia», la educación, el negacionismo del cambio climático o varios ensayos de temática filosófica y de metodología de la ciencia.